# Nacionalni park Kenai Fjords
Nacionalni park Kenai Fjords jedan je od 58 nacionalnih parkova smještenih na području Sjedinjenih Američkih Država.

## Zemljopisni podaci
Park Kenai Fjords se nalazi u američkoj saveznoj državi Aljaska, na jugu njenog središnjeg dijela, na poluotoku Kenai u blizini grada Seward. Sastoji se od velike ledene ploče i brojnih fjordova nastalih djelovanjem ledenjaka. Velika ledena ploča se sastoji od 38 ledenjaka od kojih je najveći Bear. Površina nacionalnog parka iznosi oko 4.600 km2.
Do parka se može doći iz gradića Sewarda smještenog 210 km južno od Anchoragea. Jedan je od tri nacionalna parka smještenih na Aljaski do kojeg se može doći cestom. Pristup ledenjaku je moguć mrežom staza koje se pružaju kroz park.
Brodske ture i izleti kroz park posjetiteljima omogućavaju promatranje kopnenih i morskih životinja poput morskih lavova, američkih mrkih medvjeda, divokoza, grbavih kitova i kitova ubojica. Osim toga razgledati se mogu i prirodne znamenitosti, poput fjordova i ledenjaka.

## Vanjske poveznice
- http://www.kenai.fjords.national-park.com/  Arhivirana inačica izvorne stranice od 26. siječnja 2005. (Wayback Machine)
- Kenai Fjords National Park gallery (engl.)

## Ostali projekti
|  | Zajednički poslužitelj ima još gradiva o temi Nacionalni park Kenai Fjords |